# Уайзета (город, Миннесота)
Уайзета (англ. Wayzata) — город в округе Хеннепин, штат Миннесота, США. На площади 8,4 км² (8,2 км² — суша, 0,1 км² — вода), согласно переписи 2000 года, проживают 4113 человек. Плотность населения составляет 499,4 чел./км².
- Телефонный код города — 952
- Почтовый индекс — 55391
- FIPS-код города — 27-68818[1]
- GNIS-идентификатор — 0653868[2]